# Haus zur Goldenen Waage
Het Haus zur Goldenen Waage is een vakwerkhuis in de Altstadt van Frankfurt am Main. Het gebouw was wegens zijn hoge architecturale en historische waarde een van de bekendste bezienswaardigheden van de stad. De Renaissancefaçade dateert van 1619. Tijdens de luchtaanvallen op de stad werd het huis, en de hele Altstadt compleet verwoest. Er werd besloten om de stad niet meer volledig herop te bouwen zoals ze voor de oorlog was. De Römerberg werd gerestaureerd, maar de alte Markt waar het huis lag niet. Dit gebied bleef twintig jaar braak liggen tot er begin jaren zeventig een mastodont van een gebouw over gebouwd werd, het Technische Rathaus, waardoor het aanzicht van de oude binnenstad voor jaren veranderde.
In 2007 werd met het Dom-Römer-Projekt bekendgemaakt dat het Technische Rathaus afgebroken zou worden en dat een deel van de verdwenen straten en gebouwen heropgebouwd zouden worden, waaronder het Haus zur Goldenen Waage. De nieuwbouw begon in 2014 en in 2017 was het gebouw langs buiten af. In december 2018 ging het gebouw open als café.